# Домина

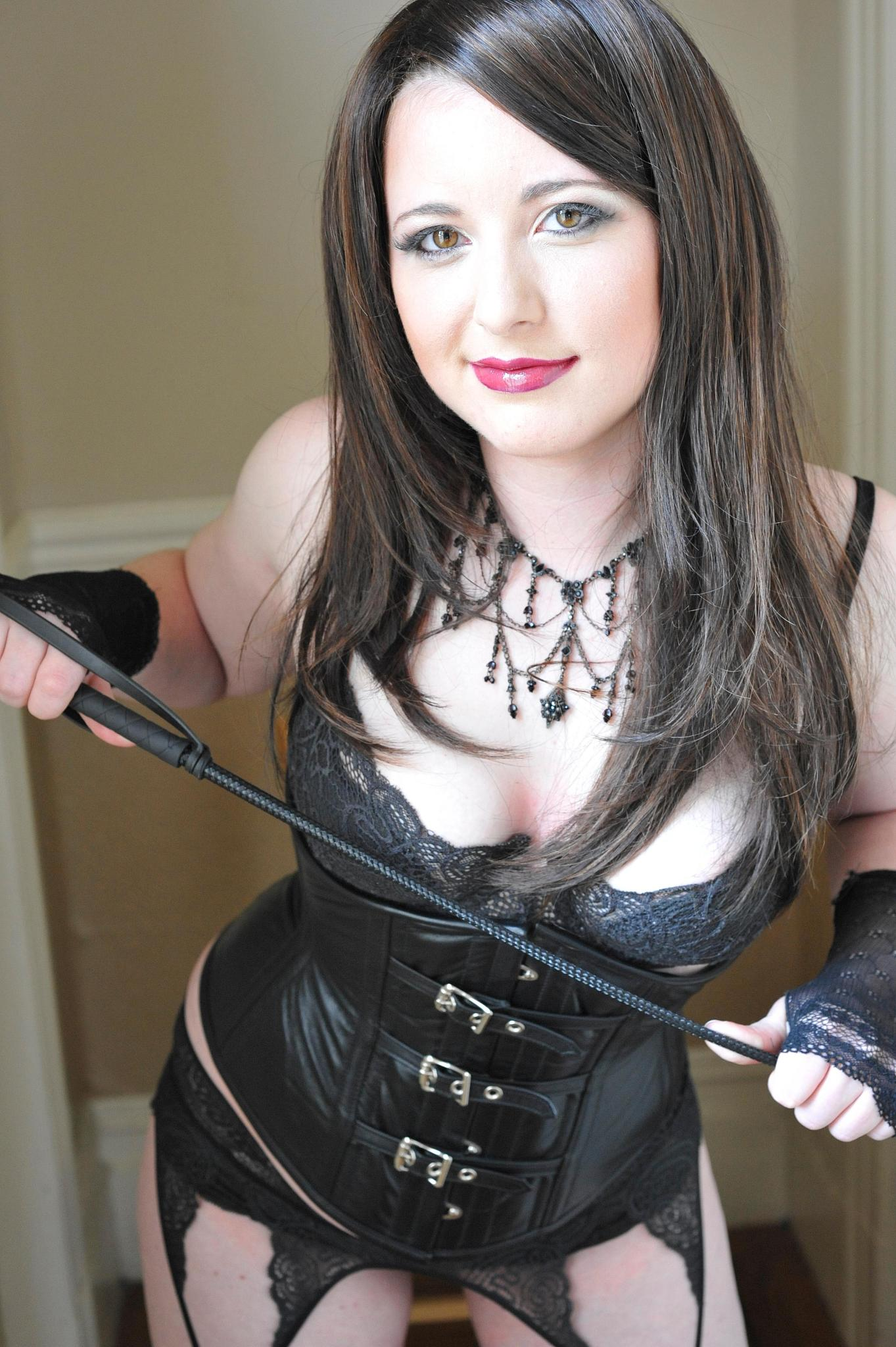
Позирующая домина со стеком в руках

Домина (лат. Domina, дословно — «госпожа») — понятие, используемое, как правило, в отношении женщин, которые предлагают практики в составе БДСМ, такие, как садизм и доминирование. В англоязычной среде чаще применяется слово Dominatrix или Mistress.
Первоначально доминой называлась настоятельница приюта или монастыря. Иначе это слово можно перевести как «хозяйка дома». Домины в современном понимании этого слова появились в конце XVIII — начале XIX века, с появлением борделей, в спектр услуг которых входили практики, сегодня относимые к субкультуре БДСМ — к примеру, флагелляция. Известной доминой XIX века была англичанка Тереза Беркли (англ. Theresa Berkley) — владелица борделя в лондонском районе Сохо. В Германии была известна домина Доменция Ниенхоф (нем. Domencia Niehoff), жительница Гамбурга.
Вопрос о том, считаются ли домины проститутками, неоднозначен, так как домины чаще всего не предлагают своим клиентам совершение полового акта. Однако в ряде стран, в частности, в Германии, их деятельность подпадает под действие закона о проституции, так что к доминам относятся все права и обязанности, предусмотренные законом.
В российской некоммерческой BDSM-субкультуре термин «домина» из-за его ассоциации с платными доминами (обычно выступающими в подобной роли проститутками) не принят. Женщину с доминантными склонностями называют «госпожой», «верхней», «хозяйкой» или «мистресс» — от англ. mistress.

## В художественной литературе
Работу в качестве домины описала Ксавьера Холландер в романе «Счастливая проститутка». Литературные сюжеты, в которых одним из главных персонажей является современная домина, можно встретить и у русскоязычных авторов, например, Андрей Гусев «Role Plays в зрелом возрасте», а также у других прозаиков.